# Draconarius altissimus
Draconarius altissimus är en spindelart som först beskrevs av Hu 2001.  Draconarius altissimus ingår i släktet Draconarius och familjen mörkerspindlar. Inga underarter finns listade i Catalogue of Life.